# 開発教育
開発教育（かいはつきょういく）は、南北問題や国際協力を理解するための教育活動として始まったもので、現在では、自分と地域と世界とのつながりを認識し、公正で共に生きることのできる地球社会づくりに参加するための教育学習活動として、学校教育、社会教育、市民活動の中で実践されている。

## 定義
日本で開発教育を推進している全国的なネットワーク団体である開発教育協会 (DEAR)は1997年に、開発教育を次のように説明している。
開発教育は、開発をめぐるさまざまな問題を理解し、開発のあり方を考え、共生できる公正な地球社会づくりに参加することをねらいとした教育活動である。具体的目標は以下の5項目。
1. 開発を考えるうえで、人間の尊厳性の尊重を前提とし、世界の文化の多様性を理解すること。
2. 地球社会の各地に見られる貧困や格差の現状を知り、その原因を理解すること。
3. 開発をめぐる問題と環境破壊などの地球的諸課題との密接な関連を理解すること。
4. 世界のつながりの構造を理解し、開発をめぐる問題と私たち自身との深い関わりに気づくこと。
5. 開発をめぐる問題を克服するための努力や試みを知り、参加できる能力と態度を養うこと。

## 歴史
開発教育 (Development Education) は、南北問題が世界的な課題となった1960年代に欧米諸国の国際協力NGOの間から提唱された。当初は国際協力NGOがその支持者に対して第三世界の現実を知らせたり、国際協力のための募金キャンペーンとして展開されていた。1970年に国連総会で採択された「第2次国連開発の10年計画」では、すべての国と政府は開発問題について国民の理解を深める努力をすべきこと、そしてそれぞれの国内で開発教育の普及振興に努力しているNGOや教育者の集団に対して支援を強化することを謳っている。この頃より開発教育は南北問題や開発問題の体系的な理解を促す教育活動として発展する。
日本では、1970年代に中央青少年団体連絡協議会や青年海外協力隊事務局がその機関誌などで開発教育を紹介してきた。1979年に国連広報センター、国連大学及びユニセフ駐日代表事務所の共催により東京で「開発教育シンポジウム」が開催されて、日本における開発教育の普及への大きなステップとなった。その後、青少年団体、国際協力NGO、国連機関などの有志が定期的な研究会を組織し、大阪、名古屋、横浜などでもシンポジウムを実施し、1982年にはこれらの人々を中心として開発教育協会（当時は開発教育協議会）が結成された。
開発教育協会は毎年全国研究集会を開催して開発教育の普及に努めた。1989年に文部省の学習指導要領が改訂されて、国際理解教育や地球的視野に立った環境教育が強調されたことにより、学校教育現場でも開発教育に関心を示す教員が増加した。また、同年には日本の政府開発援助額が世界一の規模となったことが判明し、国際協力に対する国民的な関心も高まった。1990年代には「地域の国際化」が叫ばれるようになり、地域国際化協会（国際交流協会）でも地域レベルでの開発教育に取り組むところが増えた。
2002年度からはすべての公立学校において「総合的な学習の時間」が導入され、その中に国際理解や環境が例示されたことにより、正規のカリキュラムの中で開発教育が展開される事例が増えた。特に、参加体験型の学習活動として開発教育協会が作成した数々の教材やワークショップが活用されている。また、2005年度から始まった「国連・持続可能な開発のための教育の10年」において、持続可能な開発のための教育 (ESD)が環境教育と開発教育を基盤としていることから、この方面での実践も広まっている。

## 内容・方法・カリキュラム
『いきいき開発教育－総合学習に向け[カリキュラムと教材』（開発教育協議会、2001年）には開発教育の12のテーマについてそのカリキュラムの事例が紹介されている。12のテーマとは、子ども、文化、食、環境、貿易、貧困、識字、難民、国際協力、ジェンダー、在住外国人、まちづくり、である 。
これらのテーマをカリキュラム化する上で、それぞれのテーマの性格によりいくつか異なったアプローチが用いられる。
1. 文化理解アプローチ:開発教育の前提ともなる人間の尊厳性や世界の文化の多様性を理解するためのアプローチである。子ども、文化などのテーマを学習するうえでとくに有効である。文化理解だけでも学習を構成することができるが、以下の学習の前提ともなるアプローチである。
2. 課題分析アプローチ:開発教育においては、地球社会の各地に見られる貧困や格差の現状を知り、その原因を理解することはその中心的な学習テーマである。貧困、識字、難民、ジェンダーなどの課題において、その原因や構造を発見するためのアプローチであり、4番目の課題解決アプローチへとつながっていく。
3. 関係理解アプローチ:私たち自身あるいは身の回りのものが、開発をめぐる問題や地球的な課題とどのような関わりにあるのかを理解するアプローチである。貿易、環境、食、ジェンダーなどの学習ではこのアプローチが採用される。
4. 課題解決アプローチ:特定された課題について、これをどのように解決していくかを考えるアプローチである。上記の(2)や(3)の学習に引き続き、一連の学習の最後に行われることも多い。国際協力、在住外国人、まちづくりなどのテーマではもっぱらこのアプローチが採用される。

開発教育のカリキュラムにおいて特徴的なことは、内容も大切であるがそれ以上に方法を重視していることである。なぜなら開発問題においては解決に向けての唯一絶対の回答がないことが多く、学習者が自ら答えを見出していくプロセスが重要であるからである。そのため参加型学習あるいはワークショップと呼ばれる手法が用いられる。
それらは、ロールプレイ、ディベート、ランキング、フォト・ランゲージ、シミュレーションなどの手法である。また、発表、対話、実習、見学、調査、スタディ・ツアー、ワークキャンプといった学習活動も広く採用される。

## 教材
開発教育の教材の例として、以下のものが挙げられる。
- 『パーム油のはなし－「地球にやさしい」ってなんだろう？』開発教育協会、2002年。
- 『参加型学習で世界を感じる－開発教育実践ハンドブック』開発教育協会、2003年。
- 『Talk for Peace! もっと話そう－平和を築くために私たちができること』開発教育協会、2003年。
- 『世界がもし100人の村だったら－ワークショップ版』 開発教育協会、2003年。
- 『コーヒーカップの向こう側－貿易が貧困をつくる？！』開発教育協会、2005年。
- 『貧困と開発－豊かさへのエンパワーメント』開発教育協会、2005年。
- 『「援助」する前に考えよう－参加型開発とPLAがわかる本』開発教育協会、2006年。
- 『ケータイの一生』開発教育協会、2007年。
- 藤原孝章『シミュレーション教材「ひょうたん島問題」－多文化共生社会ニッポンの学習課題』明石書店、2008年。